# Grand Prix Amsterdam
Der Grand Prix Amsterdam war ein Wettbewerb im Bahnradsport, der in der niederländischen Stadt Amsterdam für Sprinter veranstaltet wurde.

## Geschichte
Der Grand Prix Amsterdam wurde zum ersten Mal 1894 ausgefahren. Erster Sieger war Harry Meyers. Veranstaltungsort war die städtische Radrennbahn im Stadtviertel Stadionbuurt von Amsterdam, wo 1928 auch die Wettbewerbe im Bahnradsport während der Olympischen Sommerspiele stattfanden und auf der der dreifache Sieger des Grand Prix Piet Moeskops mehrfach nationaler Meister im Sprint wurde. Für Olympia wurde die Bahn vollständig rekonstruiert. 1960 gewann Jan Derksen den letzten seiner zahlreichen Grand Prix-Siege in Amsterdam.
Das Rennen fand nicht in jedem Jahr statt und wurde zum letzten Mal 1979 ausgetragen und von Leijn Lovesijn gewonnen. In einigen Jahren gab es auch einen separaten Grand Prix für Amateure, wenige Male traten Profis und Amateure im Rahmen eines Einladungswettkampfes und mit einer Sondergenehmigung des Radsportverbandes gemeinsam an. Erfolgreichster Fahrer in diesem Wettbewerb war Arie van Vliet, der zwischen 1936 und 1955 acht Siege erringen konnte.
In den 1990er und 2000er Jahren wurden in der Tradition des Grand Prix Amsterdam noch vereinzelte Rennen unter dem Namen Grand Prix Derksen im Velodrome Amsterdam im Stadtbezirk Nieuw-West veranstaltet.

## Sieger
- 1894  Harrie Meyers
- 1895 nicht ausgetragen
- 1896  Jaap Eden
- 1897  Jaap Eden
- 1898  Harrie Meyers
- 1899  Harrie Meyers
- 1900 nicht ausgetragen
- 1901  Charles Van Den Born
- 1902  Raoul Bousson
- 1911  John Stol
- 1913–1919 nicht ausgetragen
- 1921  Ernst Kaufmann
- 1926  Piet Moeskops
- 1927  Piet Moeskops
- 1929  Piet Moeskops
- 1932  Jef Scherens
- 1936  Arie van Vliet
- 1938  Jan Derksen
- 1939  Arie van Vliet
- 1940–1942 nicht ausgetragen
- 1943  Arie van Vliet
- 1945  Arie van Vliet
- 1948  Arie van Vliet
- 1949  Arie van Vliet
- 1950  Reg Harris
- 1951  Arie van Vliet
- 1952  Reg Harris
- 1953  Jan Derksen
- 1954  Jan Derksen
- 1955  Arie van Vliet
- 1956  Reg Harris
- 1957  Antonio Maspes
- 1958  Roger Gaignard
- 1959  Jan Derksen
- 1960  Jan Derksen
- 1961  Jos De Bakker
- 1962  Jos De Bakker
- 1963  Antonio Maspes
- 1964  Piet van der Touw
- 1965  Patrick Sercu
- 1966  Pierre Trentin (Amateur)
- 1967  Daniel Morelon (Amateur)
- 1967 nicht ausgetragen
- 1969  Daniel Morelon (Amateur)
- 1970  Angelo Damiano
- 1971  Leijn Loevesijn
- 1972  Leijn Loevesijn
- 1973  Leijn Loevesijn
- 1974  Peder Pedersen (Amateur)
- 1975  Daniel Morelon (Amateur)
- 1976 nicht ausgetragen
- 1977  John Nicholson
- 1978 nicht ausgetragen
- 1979  Leijn Loevesijn